# فاسيل كولاروف
فاسيل كولاروف (بالبلغارية: Васил Коларов)‏ (و. 1877 – 1950 م) هو سياسي من بلغاريا ولد في شومن.

## روابط خارجية
- فاسيل كولاروف على موقع مونزينجر (الألمانية)
- فاسيل كولاروف على موقع ديسكوغز (الإنجليزية)